# Gran Piemonte 2022
106. ročník jednodenního cyklistického závodu Gran Piemonte se konal 6. října 2022 v italském regionu Piemont. Vítězem se stal Španěl Iván García Cortina z týmu Movistar Team. Na druhém a třetím místě se umístili Slovinec Matej Mohorič (Team Bahrain Victorious) a Francouz Alexis Vuillermoz (Team TotalEnergies). Závod byl součástí UCI ProSeries 2022 na úrovni 1.Pro.

## Týmy
Závodu se zúčastnilo 16 z 18 UCI WorldTeamů a 7 UCI ProTeamů. Všechny týmy přijely se sedmi závodníky kromě týmů Ineos Grenadiers, Israel–Premier Tech a UAE Team Emirates se šesti jezdci a Lotto–Soudal s pěti jezdci. Na start se tak postavilo 156 jezdců. Do cíle v Beinascu dojelo 144 z nich.
UCI WorldTeamy
- Astana Qazaqstan Team
- Bora–Hansgrohe
- Cofidis
- EF Education–EasyPost
- Ineos Grenadiers
- Intermarché–Wanty–Gobert Matériaux
- Israel–Premier Tech
- Lotto–Soudal
- Movistar Team
- Quick-Step–Alpha Vinyl
- Team Bahrain Victorious
- Team BikeExchange–Jayco
- Team DSM
- Team Jumbo–Visma
- Trek–Segafredo
- UAE Team Emirates

UCI ProTeamy
- Alpecin–Deceuninck
- Bardiani–CSF–Faizanè
- Bingoal Pauwels Sauces WB
- Caja Rural–Seguros RGA
- Drone Hopper–Androni Giocattoli
- Eolo–Kometa
- Team TotalEnergies

## Výsledky
| Pořadí | Jezdec                    | Tým                                | Čas        |
| ------ | ------------------------- | ---------------------------------- | ---------- |
| 1      | Iván García Cortina (ESP) | Movistar Team                      | 4h 21' 44" |
| 2      | Matej Mohorič (SLO)       | Team Bahrain Victorious            | + 0"       |
| 3      | Alexis Vuillermoz (FRA)   | Team TotalEnergies                 | + 0"       |
| 4      | Edoardo Zambanini (ITA)   | Team Bahrain Victorious            | + 0"       |
| 5      | Alberto Bettiol (ITA)     | EF Education–EasyPost              | + 0"       |
| 6      | Madis Mihkels (EST)       | Intermarché–Wanty–Gobert Matériaux | + 0"       |
| 7      | Corbin Strong (NZL)       | Israel–Premier Tech                | + 0"       |
| 8      | Andrea Bagioli (ITA)      | Quick-Step–Alpha Vinyl             | + 0"       |
| 9      | Alessandro Covi (ITA)     | UAE Team Emirates                  | + 0"       |
| 10     | Frederik Wandahl (DEN)    | Bora–Hansgrohe                     | + 0"       |